# Jüdische Gemeinde Rakovník

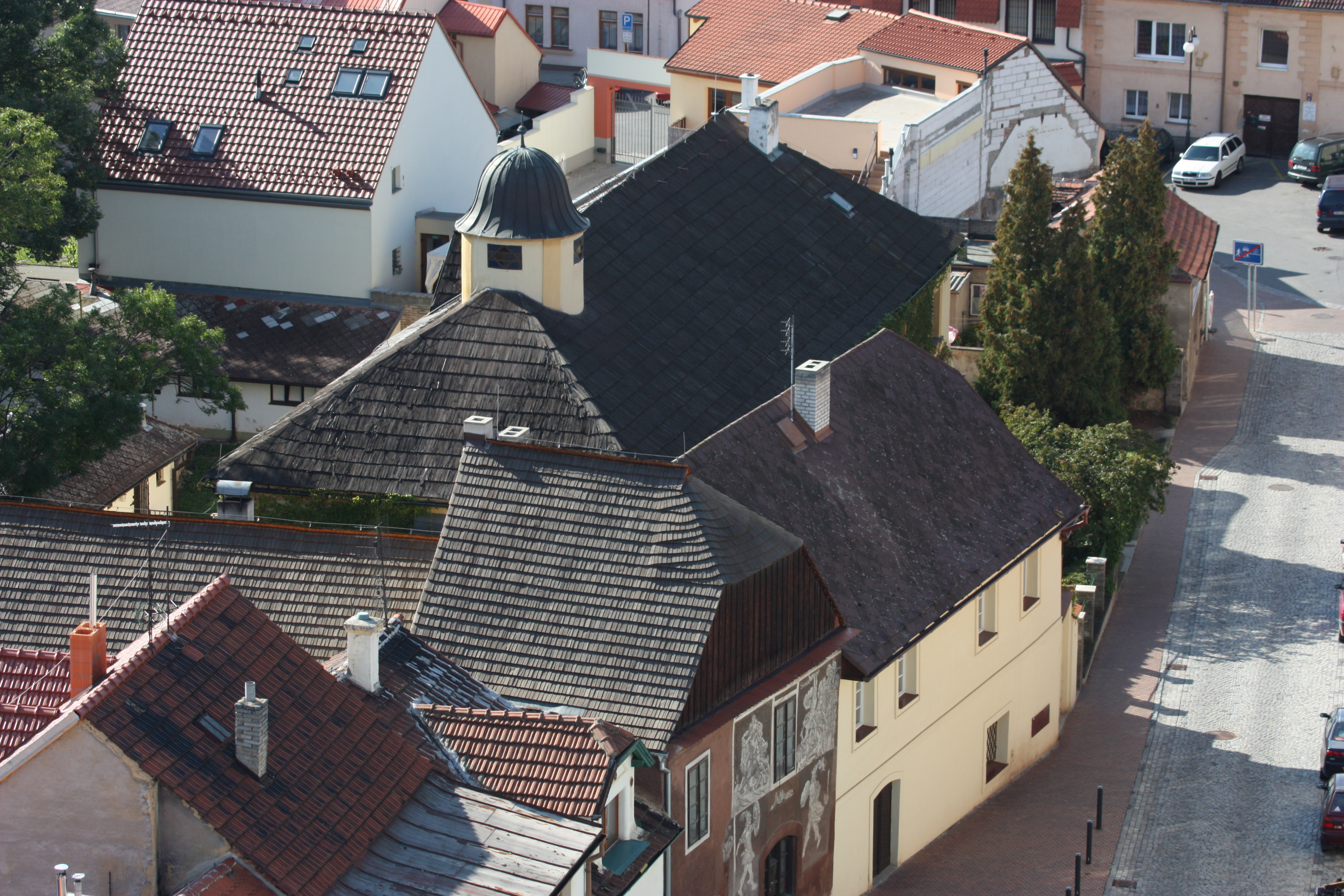
Synagoge in Rakovník

Die jüdische Gemeinde in Rakovník (deutsch Rakonitz), einer Bezirksstadt in Tschechien in der mittelböhmischen Region Středočeský kraj, bildete sich erst in der zweiten Hälfte des 17. Jahrhunderts heraus, auch wenn die jüdische Besiedlung älteren Datums ist. Die erste urkundliche Erwähnung stammt aus dem Jahr 1441. In den Folgejahren siedelten hier nur vereinzelte jüdische Familien, 1618 bis 1621 sind dann drei Familien aus der nahe liegenden Gemeinde Senomaty zugezogen, und im Laufe des 17. Jahrhunderts entstand eine jüdische Gemeinde, die allerdings erst 1796 amtlich legalisiert wurde.
Die jüdische Bevölkerung in Rakovník entwickelte sich wie folgt:
| 1690 | 38 Personen  |                                 |
| 1724 | 7 Familien   |                                 |
| 1830 | 14 Familien  |                                 |
| 1851 | 30 Familien  |                                 |
| 1900 | 329 Personen | 5 Prozent der Gesamtbevölkerung |
| 1930 | 153 Personen | 1 Prozent der Gesamtbevölkerung |

1942 erfolgte die Deportation der jüdischen Bevölkerung in das Ghetto Theresienstadt und dann in verschiedene Vernichtungslager. Nach dem Zweiten Weltkrieg wurde die Gemeinde nicht mehr erneuert.